# Horonai-Linie
| Güterzug auf der Horonai-Linie (August 1983) |                   |                           |                   |
| Streckenlänge: | 18,1 km + 3,6 km  |                           |                   |
| Spurweite: | 1067 mm (Kapspur) |                           |                   |
| Zweigleisigkeit: | nein              |                           |                   |
| |                   |                           |                   |
| \| \| \| ↑ Hakodate-Hauptlinie \| 1882– \| \| \| \| \| \| \| \| \| ← Muroran-Hauptlinie \| 1892– \| \| \| 0,0 \| Iwamizawa (岩見沢) \| 1884– \| \| \| \| → Hakodate-Hauptlinie \| 1891– \| \| \| 4,0 \| Sakaemachi (栄町) \| 1980–1987 \| \| \| 6,3 \| Kayano (萱野) \| 1913–1987 \| \| \| \| \| \| \| \| \| \| \| \| \| 10,9 0,0* \| Mikasa (三笠) \| 1882–1987 \| \| \| 1,2* \| Horonai-Sumiyoshi \| Horonai-Sumiyoshi \| \| \| \| (幌内住吉) \| 1950–1972 \| \| \| 2.7* \| Horonai (幌内) \| 1898–1987 \| \| \| \| Horonai (幌内) \| 1882–1898 \| \| \| 3,6* \| Horonai-Kohlebergwerk \| 1898–1987 \| \| \| \| Shin-Mikasa-Kohlebergwerk \| 1932–1973 \| \| \| 14,8 \| Tōmatsu (唐松) \| 1929–1987 \| \| \| \| Ikushumbetsu-gawa \| \| \| \| 16,8 \| Yayoi (弥生) \| 1948–1987 \| \| \| \| Yayoi-Kohlebergwerk \| 1916–1960 \| \| \| \| ← Mikasa-Waldbahn \| 1938–1955 \| \| \| \| Sumitomo-Kohlebergwerk \| 1906–1971 \| \| \| 18,1 \| Ikushumbetsu (幾春別) \| 1888–1987 \| \| \| \| Kitasumi-Kohlebergwerk \| 1888–1957 \| |                   |                           |                   |
| Strecke |                   | ↑ Hakodate-Hauptlinie     | 1882–             |
| Strecke von links · Abzweig geradeaus und von rechts |                   |                           |                   |
| Abzweig ehemals quer und nach rechts · Abzweig geradeaus und ehemals von rechts |                   | ← Muroran-Hauptlinie      | 1892–             |
| Bahnhof | 0,0               | Iwamizawa (岩見沢)        | 1884–             |
| Abzweig ehemals geradeaus und nach links |                   | → Hakodate-Hauptlinie     | 1891–             |
| Haltepunkt / Haltestelle (Strecke außer Betrieb) | 4,0               | Sakaemachi (栄町)         | 1980–1987         |
| Haltepunkt / Haltestelle (Strecke außer Betrieb) | 6,3               | Kayano (萱野)             | 1913–1987         |
| Strecke (außer Betrieb) |                   |                           |                   |
| |                   |                           |                   |
| Strecke (außer Betrieb) · Bahnhof (Strecke außer Betrieb) | 10,9 0,0*         | Mikasa (三笠)             | 1882–1987         |
| Haltepunkt / Haltestelle (Strecke außer Betrieb) · Strecke (außer Betrieb) | 1,2*              | Horonai-Sumiyoshi         | Horonai-Sumiyoshi |
| Strecke (außer Betrieb) · Strecke (außer Betrieb) |                   | (幌内住吉)                | 1950–1972         |
| Bahnhof (Strecke außer Betrieb) · Strecke (außer Betrieb) | 2.7*              | Horonai (幌内)            | 1898–1987         |
| Haltepunkt / Haltestelle (Strecke außer Betrieb) · Strecke (außer Betrieb) |                   | Horonai (幌内)            | 1882–1898         |
| Betriebsstelle Streckenende (Strecke außer Betrieb) · Strecke (außer Betrieb) | 3,6*              | Horonai-Kohlebergwerk     | 1898–1987         |
| |                   | Shin-Mikasa-Kohlebergwerk | 1932–1973         |
| Betriebsstelle Streckenende (Strecke außer Betrieb) · Bahnhof (Strecke außer Betrieb) | 14,8              | Tōmatsu (唐松)            | 1929–1987         |
| Brücke über Wasserlauf (Strecke außer Betrieb) |                   | Ikushumbetsu-gawa         | Ikushumbetsu-gawa |
| Haltepunkt / Haltestelle (Strecke außer Betrieb) | 16,8              | Yayoi (弥生)              | 1948–1987         |
| Abzweig geradeaus und nach links (Strecke außer Betrieb) · Betriebsstelle Streckenende und quer (Strecke außer Betrieb) |                   | Yayoi-Kohlebergwerk       | 1916–1960         |
| U-Bahn-Strecke von rechts (außer Betrieb) · Abzweig geradeaus und von links (Strecke außer Betrieb) · Strecke von rechts (außer Betrieb) |                   | ← Mikasa-Waldbahn         | 1938–1955         |
| U-Bahn-Haltepunkt / Haltestelle Streckenende (Strecke außer Betrieb) · Strecke (außer Betrieb) · Betriebsstelle Streckenende (Strecke außer Betrieb) |                   | Sumitomo-Kohlebergwerk    | 1906–1971         |
| Bahnhof (Strecke außer Betrieb) | 18,1              | Ikushumbetsu (幾春別)     | 1888–1987         |
| Betriebsstelle Streckenende (Strecke außer Betrieb) |                   | Kitasumi-Kohlebergwerk    | 1888–1957         |

Die Horonai-Linie (jap. 幌内線, Horonai-sen) war eine Eisenbahnstrecke im Zentrum der japanischen Insel Hokkaidō. Sie wurde in den Jahren 1882 bis 1888 eröffnet und war bis 1987 in Betrieb.

## Beschreibung
Die in der Unterpräfektur Sorachi gelegene Horonai-Linie setzte sich aus einer 18,1 km langen Hauptstrecke und einer 3,6 km langen Zweigstrecke zusammen. Erstere führte von Iwamizawa durch das Tal des Ikushumbetsu-gawa zum Bahnhof Ikushumbetsu. Letztere begann in Mikasa, bewältigte dort eine Spitzkehre und führte in ein Seitental zum Bahnhof Horonai sowie zum Horonai-Kohlebergwerk. Beide Streckenteile waren kapspurig, eingleisig und nicht elektrifiziert. Insgesamt wurden neun Bahnhöfe und Haltestellen erschlossen. Hinzu kamen mehrere Anschlussgleise zu Kohlebergwerken.
Der Bahnhof Horonai wird heute als Eisenbahnmuseum genutzt.

## Geschichte
Ursprünglich war die Horonai-Linie ein Abschnitt der ersten Eisenbahnstrecke auf Hokkaidō, die im Hafen von Temiya bei Otaru begann. Sie wurde von der staatlichen Bahngesellschaft Kan’ei Horonai Tetsudō erbaut, hauptsächlich zur Erschließung der umfangreichen Steinkohlevorkommen im Horonai-Kohlerevier nordöstlich von Sapporo. Die Bauleitung hatte der amerikanische Ingenieur Joseph U. Crawford inne, der von der japanischen Regierung als „Kontraktausländer“ verpflichtet worden war.
Nachdem die Strecke am 25. Juni 1882 Ebetsu erreicht hatte, folgte am 13. November desselben Jahres die Eröffnung des Abschnitts über Mikasa zum Kohlebergwerk bei Horonai. Priorität hatte zunächst der Abbau der Kohle, sodass der Personenverkehr erst am 2. Februar 1883 aufgenommen wurde. Der eigentliche Ausgangspunkt der beschriebenen Strecke, der Bahnhof Iwamizawa, ging erst am 15. August 1884 in Betrieb.
Am 10. Dezember 1888 erfolgte die Inbetriebnahme des Streckenasts von Mikasa nach Ikushumbetsu. Mit der Privatisierung der Kan’ei Horonai Tetsudō ging die Strecke am 11. Dezember 1889 in den Besitz der privaten Bergbau- und Bahngesellschaft Hokkaidō Tankō Tetsudō über. Am 1. Oktober 1906 musste das Unternehmen aufgrund des vom Parlament beschlossenen Eisenbahnverstaatlichungsgesetzes ihr Streckennetz an den Staat verkaufen. Das Eisenbahnamt (das spätere Eisenbahnministerium) gab der Strecke von Iwamizawa nach Horonai bzw. Ikushumbetsu am 12. Oktober 1909 die offizielle Bezeichnung Horonai-Linie.
Der allmähliche Niedergang des Kohlebergbaus ab den 1960er Jahren führte zu einer ständig sinkenden Auslastung. Am 1. Oktober 1972 stellte die Japanische Staatsbahn (JNR) den Personenverkehr auf dem Streckenast Mikasa–Horonai ein, am 25. Mai 1981 den Güterverkehr auf dem Streckenast Mikasa–Ikushumbetsu. Obwohl die Horonai-Linie im 1984 veröffentlichten JNR-Sanierungskonzept als stillzulegende Strecke vermerkt war, blieb sie über die am 1. April 1987 vollzogene Staatsbahnprivatisierung hinaus bestehen – wenn auch nur für wenige Monate. JR Freight betrieb den Güterverkehr von Iwamizawa nach Horonai noch bis zum 19. Juni 1987 weiter, während JR Hokkaido den Personenverkehr zwischen Iwamizawa und Ikushumbetsu am 13. Juli 1987 einstellte und diesen an die Busgesellschaft Hokkaidō Chūō Bus übertrug.

## Liste der Bahnhöfe
| Name                         | km           | Anschlusslinien                        | Lage         | Ort          |
| Hauptstrecke                 | Hauptstrecke | Hauptstrecke                           | Hauptstrecke | Hauptstrecke |
| ---------------------------- | ------------ | -------------------------------------- | ------------ | ------------ |
| Iwamizawa (岩見沢)           | 00,0         | Hakodate-Hauptlinie Muroran-Hauptlinie | Koord.       | Iwamizawa    |
| Sakaemachi (栄町)            | 04,0         |                                        | Koord.       | Iwamizawa    |
| Kayano (萱野)                | 06,3         |                                        | Koord.       | Mikasa       |
| Mikasa (三笠)                | 10,9         |                                        | Koord.       | Mikasa       |
| Tōmatsu (唐松)               | 14,8         |                                        | Koord.       | Mikasa       |
| Yayoi (弥生)                 | 16,8         |                                        | Koord.       | Mikasa       |
| Ikushumbetsu (幾春別)        | 18,1         |                                        | Koord.       | Mikasa       |
| Zweigstrecke                 |              |                                        |              |              |
| Mikasa (三笠)                | 00,0         |                                        |              | Mikasa       |
| Horonai-Sumiyoshi (幌内住吉) | 01,2         |                                        | Koord.       | Mikasa       |
| Horonai (幌内)               | 02,7         |                                        | Koord.       | Mikasa       |